# 3. Sinfonie (Panufnik)

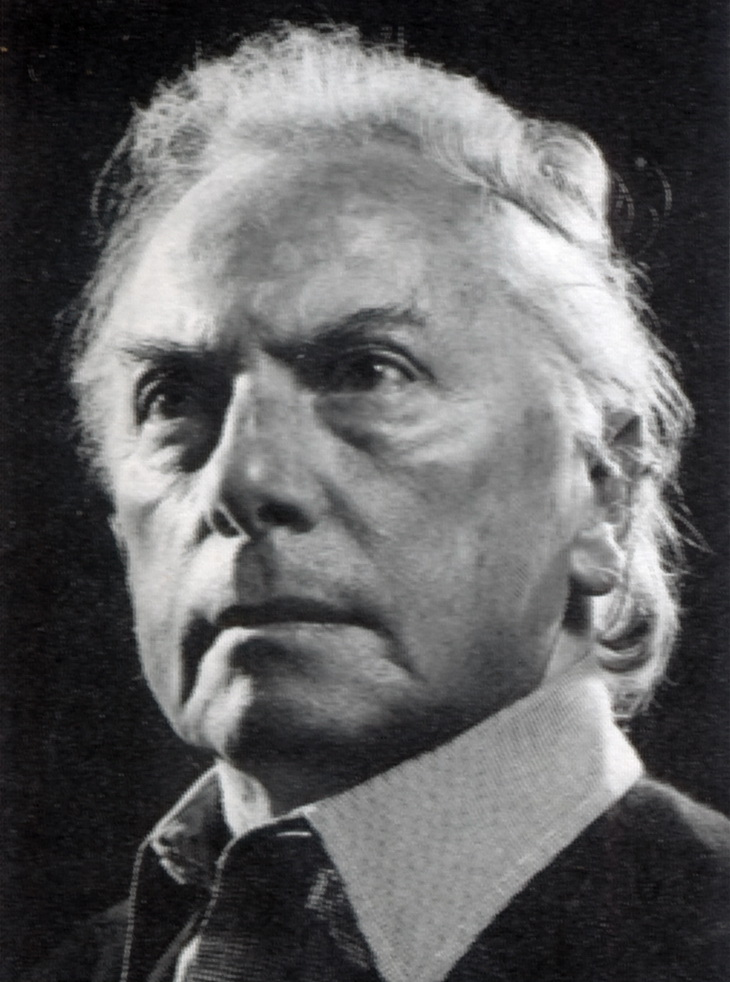
Andrzej Panufnik

Die 3. Sinfonie des polnisch-britischen Komponisten Andrzej Panufnik (1914–1991) entstand 1963 und trägt den Titel „Sinfonia Sacra“.

## Entstehung und Uraufführung
Die 3. Sinfonie Panufniks entstand 1963 als Auftragswerk der Kosciuszko Foundation, New York City. Sie nimmt Bezug auf die im Jahr 1966 von der polnischen Kirche begangene Tausendjahrfeier der polnischen Christianisierung (den die damalige politische Führung als 1000 Jahre Eigenstaatlichkeit feierte), worauf auch ihr Titel „Sinfonia Sacra“ hinweist. Sie wurde noch im Entstehungsjahr 1963 mit dem ersten Prince Rainier First Prize ausgezeichnet. Ihre Uraufführung fand am 12. August 1964 in Monte Carlo statt, es spielte das Orchester der Opéra Monte Carlo unter Leitung von Louis Frémaux. Die amerikanische Erstaufführung dirigierte Leopold Stokowski.

## Besetzung, Spieldauer und Charakterisierung
Die Partitur sieht folgende Besetzung vor: 2 Flöten, Piccoloflöte, 2 Oboen, Englischhorn, 2 Klarinetten, Bassklarinette, 2 Fagotte, Kontrafagott, 4 oder 6 Hörner, 3 Trompeten, 1 Posaune, Pauken, Schlagwerk (Kleine Trommel, Wirbeltrommel, Große Trommel, Tamtam, Großes Becken, Hängendes Becken, große und kleine Triangel) und Streicher.

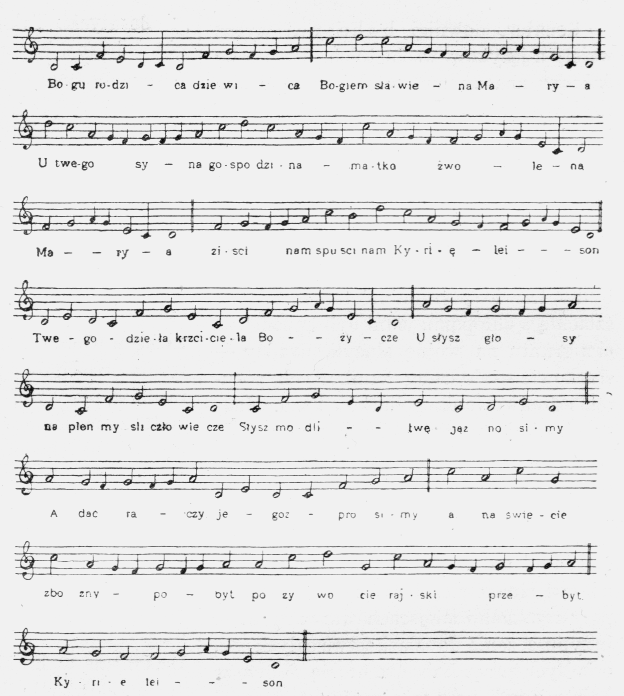
Bogurodzica

Die Spieldauer der „Sinfonia Sacra“ von Andrzej Panufnik liegt bei etwa 22 Minuten.
Das Werk besteht aus zwei Teilen mit jeweils etwa 11 Minuten Spieldauer, wobei der erste Teil „Three Visions“ in sich wiederum dreiteilig ist.
Teil 1:
Vision I (Maestoso)
Vision II (Larghetto)
Vision III (Allegro assai – Agitato)
Teil 2:
Hymn (Andante sostenuto – Maestoso)
Als musikalische Grundlage wählte Panufnik die wahrscheinlich aus dem 13. Jahrhundert stammende Bogurodzica, die erste bekannte Hymne in polnischer Sprache. Die drei Visionen, die zusammen den ersten Teil bilden, basieren auf den Intervallen der ersten vier Noten der Bogurodzica-Melodie: Quarte in Vision I, Große Sekunde in Vision II sowie Kleine Sekunde in Vision III. Vision I eröffnet die „Sinfonia Sacra“ als feierliche Fanfare der 4 Trompeten, die rund um das Orchester positioniert sind. Vision II wird von den Streichern allein bestritten. Sie soll nach den Worten des Komponisten „eine mystische und kontemplative Atmosphäre schaffen“. Vision III ist „Ausdruck eines verwickelten Konflikts, der sich bis zu Aufruhr und Protest steigert, bis ein plötzlicher Schnitt völlige Stille herbeiführt.“ Der abschließende Hymnus besitzt gemäß Panufnik „den Charakter eines einfachen Gebets zur Muttergottes, das Anbetung und Herzenswarme ausdrücken soll. Es beginnt pianissimo mit Flageolett-Tönen in den Streichern, wächst zunehmend zu einem immer inbrünstigeren Bittgebet, bis schließlich die authentische Melodie der Bogurodzica durchbricht […].“ Zum abschließenden Höhepunkt greifen die Trompeten die Musik der Vision I wieder auf.